# Urashimea globosa
Urashimea globosa is een hydroïdpoliep uit de familie Halimedusidae. De poliep komt uit het geslacht Urashimea. Urashimea globosa werd in 1910 voor het eerst wetenschappelijk beschreven door Kishinouye. 